# Zdrój Jana
Zdrój Jana – polski zespół wokalno-instrumentalny założony w Krakowie, w klubie Pod Ręką, działający w latach 1966-72.

## Historia zespołu
Początki zespołu sięgają 1965 roku, gdy Julian „Antonisz” Antoniszczak i Franciszek Miecznikowski założyli pod egidą Akademii Sztuk Pięknych w Krakowie kabaret „Zdrój Jana”. Julian Antoniszczak akompaniując sobie na rozstrojonym fortepianie wykonywał klasyczne kompozycje oraz utwory rockandrollowe i jazzowe, do których pisał własne teksty.
W 1966 roku kolejny program kabaretu został przygotowany przez studentów tejże uczelni: Ryszarda „Antoniusa” Antoniszczaka (młodszego brata Juliana) i Jacka Ukleję. Ryszard Antoniszczak stworzył podstawę literacką programu. Jacek Ukleja – laureat Złotej Dziesiątki pierwszego Festiwalu Młodych Talentów w Szczecinie (obok m.in. Czesława Niemena) – podjął się założenia zespołu muzycznego. Stroną akustyczno-oświetleniową oraz częściowo muzyczną zajął się Jerzy Kołacz (AGH). Stopniowo liczba muzyków powiększała się i w 1969 roku zespół stał się septetem w składzie: Jacek Ukleja (wokal, gitara, skrzypce, kompozytor, (aranżer), Ryszard Antoniszczak (autor tekstów, instrumenty perkusyjne), Jerzy Wójcik (gitara elektryczna, gitara akustyczna), Piotr Walewski (kompozytor, współzałożyciel, klawiset, fortepian, organy), Rafał Marchewczyk (fortepian, śpiew), Paweł Andrzej Partyka (gitara basowa), Marek Wilczyński (perkusja).
Repertuar zespołu składał się utworów rockowych, ballad folkowych i piosenek kabaretowych zabarwionych elementami psychodelicznymi, a sposób gry wpływający na brzmienie muzyki, można nawet uznać za prekursorski do punk rocka. Muzyka ta na gruncie polskim była nowatorska, zwłaszcza że dopełniona była oryginalnymi tekstami Ryszarda Antoniszczaka.
Warstwa słowno-muzyczna podczas koncertów uzupełniana była efektami wizualnymi. Były to odpowiednie kostiumy, projekcje przezroczy a nawet filmów Juliana Antoniszczaka, elementy tańca i teatru, efekty stroboskopowe (wymyślone przez Zbigniewa Gubernata). Pedałujący podczas koncertów na specjalnym rowerze Jerzy Nowakowski (późniejszy profesor i prorektor krakowskiej ASP) stwarzał pozory zasilania prądem elektrycznym aparatury zespołu. Wszystko to sprawiło, że występy grupy były multimedialne.
Głównym miejscem koncertów zespołu była niewielka piwnica klubu Pod Ręką, znajdującego się w akademiku ASP przy ówczesnej ul. Dzierżyńskiego (obecnie Juliusza Lea) i przyciągającego środowisko studenckie i hipisowskie.
W 1968 roku zespół zdobył drugie miejsce na gliwickim Ogólnopolskim Przeglądzie Wokalistów i Zespołów Muzyki Rozrywkowej. W 1970 r. wziął udział w Ogólnopolskim Festiwalu Teatrów „Start '70” w Częstochowie. W grudniu tego samego roku zespół koncertował w Sali Kongresowej obok Niebiesko-Czarnych i Tropicale Tahiti Granda Banda.
Zespół zarejestrował także kilka utworów dla Polskiego Radia. Ponieważ nie zostały one nagrane zgodnie z artystyczną wizją grupy, Zdrój Jana zrezygnował z nagrania płyty. Awangardowe poczynania muzyków nie znalazły poparcia u decydentów i w 1972 r. zespół zawiesił swoją działalność.

## Losy muzyków
Przez kilka następnych lat muzycy pod nazwą Zdrój Jana brali udział w tworzeniu muzyki ilustracyjnej tworzonej do filmów oświatowych i fabularnych w reżyserii Sławomira Idziaka. W 1974 roku Ryszard Antoniszczak nakręcił animowany film „Żegnaj paro!”, utrzymany w estetyce Żółtej łodzi podwodnej, w którym narrację stanowiła „Ballada o dziadku kolejofilu” nagrana przez Zdrój Jana.
Filmową muzyką zajął się także Jacek Ukleja, później stał się także scenografem teatralnym i filmowym.
Marek Wilczyński skomponował muzykę do około 300 filmów krótkometrażowych. Jako perkusista koncertuje z wieloma wykonawcami muzyki eksperymentalnej, rocka, jazzu i popu. Jako multiinstrumentalista wykonuje także swoje kompozycje oraz towarzyszy innym muzykom w kraju i zagranicą.
Paweł Partyka pełnił przez jakiś czas rolę drugiego reżysera filmowego, od kilkudziesięciu lat mieszka w Danii, gdzie założył studio filmowe Partyflex System. Jest również tłumaczem literatury polskiej na język duński.
Rafał Marchewczyk prowadził zespół Rafały, a następnie stał się dyrygentem chórów.
Piotr Walewski wstąpił do zespołu „Piwnicy pod Baranami” i komponował muzykę. Jego dziełem jest m.in. skomponowana muzyka do „Dezyderaty” Maxa Ehrmanna.
Jerzy Wójcik – wspólnie z żoną Krystyną Święcicką – założył w 1978 roku bluegrassową formację Little Ole Opry, którą wraz z nimi współtworzyli: Piotr Łopalewski, Jacek Ukleja i sporadycznie Marek Wilczyński. Zmarł 10 grudnia 1989 roku w Krakowie w wieku zaledwie 43 lat.
Jerzy Kołacz tworzył wraz z Olkiem Kobylińskim zespół muzyczny (obecnie Andrusy), jego córka Ewa Kołacz-Świątek kontynuuje tradycje muzyczne śpiewając w znanym krakowskim kabarecie Loch Camelot.
W latach 90. i 2000. poświęcono Jerzemu Wójcikowi kilka spotkań, na których występował Zdrój Jana oraz przyjaciele artysty.

## CD Zdroju Jana
W kręgu Zdroju Jana znalazł się w latach 90. XX wieku śląski gitarzysta Grzegorz „Greg” Jędrzejowski, który do angielskojęzycznych tekstów Jerzego Wójcika napisał muzykę i utwory nagrał na płycie „Greg Plays George” w 1998 roku. Muzyk ten wziął także udział w nagraniach Zdroju Jana dokonywanych przez Jacka Ukleję i Marka Wilczyńskiego w latach 90. i 2000.
Pod koniec lat 2000. Wojciech „Wojcek” Czern, twórca firmy fonograficznej OBUH Records w Rogalowie podlubelskim, zaproponował Zdrojowi Jana nagranie CD. Jacek Ukleja i Marek Wliczyński dostarczyli nowych utworów, przearanżowano także kilka starszych. Teksty i opracowanie graficzne okładki wydawnictwa przygotował Ryszard Antoniszczak. Jako gitarzystę basowego zaproszono S. Jacka Szepana.

## Skład
Podstawowy skład
- Jacek Ukleja – współzałożyciel, kompozytor, gitara, skrzypce, fortepian, śpiew
- Ryszard Antoniszczak – współzałożyciel, autor tekstów, instrumenty perkusyjne, tamburyn, śpiew
- Jerzy Wójcik – gitara, śpiew
- Rafał Marchewczyk – fortepian, śpiew
- Piotr Walewski – kompozytor, współzałożyciel, klawiset, fortepian, organy
- Andrzej Paweł Partyka – gitara basowa, śpiew
- Marek Wilczyński – perkusja

Udział w widowiskach psychodelicznych
- Krystyna Święcicka – śpiew
- Bogna Idziak – oka
- Marian Knobloch
- Jerzy Nowakowski
- Zbigniew Gubernat
- Andrzej Keyha

Udział w początkach działalności zespołu
- Jan Ringler – współzałożyciel, skrzypce, flet
- Jerzy Kołacz – współzałożyciel, gitara basowa, flet, akustyka, efekty

Skład w latach 2009–2011
- Jacek Ukleja – kompozytor, gitara, skrzypce, fortepian, śpiew
- Ryszard Antoniszczak – autor tekstów
- Grzegorz „Greg” Jędrzejowski – gitara
- Marek Wilczyński – kompozytor, perkusja, keyboards
- Piotr Walewski – fortepian
- Rafał Marchewczyk – dyrygent
- S. Jacek Szepan – gitara basowa

## Dyskografia
- 1970: pocztówka dźwiękowa R-0262 Ruch: „Kiedy będę żałował”
- 2009: „Zdrój Jana” – płyta dołączona do Wiadomości ASP Nr 46, czerwiec 2009 (wybór nagrań koncertowych zespołu, zarejestrowanych w Klubie ASP „Pod Ręką” w latach 1970–1972)[6]
- 2011: „CD” (pierwszy album grupy z premierowym materiałem)

## Filmografia
- 1974: Żegnaj paro! (Muzyka i wykonanie muzyki)[7]
- 1977: Jak zbrzydło powidło (Wykonanie muzyki)[7][8]
- 2008: Historia polskiego rocka, odc. 1. Zakażone piosenki (Bohater)